# Constantino Comneno Ducas
Constantino Comneno Ducas (en griego: Κωνσταντίνος Κομνηνός Δούκας; fallecido después de 1242), usualmente llamado simplemente Constantino Ducas, era el hijo del sebastocrátor Juan Ducas y hermano de los fundadores del Despotado de Epiro, Miguel y Teodoro. Fue nombrado gobernador de Acarnania y Etolia y recibió el rango de déspota, que ocupó hasta su muerte.

## Biografía
Poco se sabe sobre su vida. Era el hijo menor de Juan Ducas con su segunda esposa Zoe Ducas. Pudo ser identificado con Constantino Ducas, que el 12 de abril de 1204, en vísperas de la caída de Constantinopla en la cuarta cruzada, compitió con Constantino Láscaris por la corona imperial. Alrededor de 1208, acompañó al depuesto emperador Alejo III Ángelo, que había buscado refugio en la corte epirota, y el Sultanato de Rum. A partir de ahí, con el apoyo turco, Alejo trató de apoderarse del Imperio de Nicea.
Constantino fue nombrado gobernador de Acarnania y Etolia, con Naupacto como su capital, probablemente después de la sucesión de Teodoro como gobernante de Epiro en 1215. En 1216, acompañó a su hermano Teodoro en una campaña contra Bulgaria. El gobierno de Constantino en Naupacto se vio empañado por su enfrentamiento con el obispo local, Juan Apocauco, que protestó por su gobierno autoritario y las demandas de impuestos exorbitantes a la población. El choque provocó la deposición forzada y el exilio de Apocauco en 1220, y sólo se resolvió en mayo de 1221 después de un sínodo que incluía representantes considerados altos en Grecia y en los dominios epirotas. De hecho, las relaciones entre Constantino y Apocauco se hicieron cordiales a partir de entonces, y el obispo incluso compuso un encomio en su honor.
Alrededor de 1225, cuando Teodoro fue proclamado emperador bizantino en Tesalónica, Constantino y su otro hermano sobreviviente, Manuel, recibieron el título de déspota. Sus actividades a partir de entonces no son claras: probablemente no participó en la desastrosa batalla de Klokotnitsa en 1230, donde Teodoro fue capturado. Permaneció como gobernante de Etolia y Acarnania, debido únicamente a la lealtad suelta con su hermano Manuel, ahora emperador en Tesalónica. En 1237 apoyó el regreso de Teodoro, liberado del cautiverio búlgaro, al trono de Tesalónica. Constantino es mencionado por última vez en 1242, y pudo haber muerto poco después.
Se desconoce si se casó o si tuvo hijos.